# Thomas Barrows
Thomas Barrows, III (* 2. November 1987 auf Saint Thomas) ist ein US-amerikanischer Segler, der auf den Amerikanischen Jungferninseln lebt.
Thomas Barrows besuchte die Yale University. Mit fünf Jahren begann er zu segeln. Seine ersten Regatten bestritt er in der Bootsklasse Optimist. Für die Amerikanischen Jungferninseln nahm er an den Olympischen Spielen 2008 in Peking in der Bootsklasse Laser teil. Er schloss die Regatta auf Rang 21 ab. Bei den Olympischen Spielen 2016 in Rio de Janeiro ging er in der 49er Jolle an der Seite von Joe Morris für die Vereinigten Staaten an den Start und belegte Rang 19.
Sein jüngerer Bruder Ian Barrows ist ebenfalls Segler und gewann 2024 in Paris eine olympische Bronzemedaille in der 49er Jolle.